# Chixoy
Pour les articles homonymes, voir Río Negro.
Chixoy ou Río Negro est une rivière du Guatemala.